# Targhe d'immatricolazione del Tagikistan

Esempio di formato emesso dal 2010 ad aprile 2014 per veicoli privati

Targa di un veicolo di proprietà statale con design cessato ad aprile 2014

Le targhe d'immatricolazione del Tagikistan, destinate a identificare i veicoli immatricolati nel Paese centroasiatico, hanno sempre avuto il contorno e i caratteri neri su sfondo bianco; quelle standard sono di dimensioni analoghe a quelle europee, misurano cioè 520 × 110 mm.

## Sistema introdotto nel 2010

Targa su una linea di un veicolo privato del tipo in uso da aprile 2014

Formato introdotto nel 2014 per veicoli intestati a persone giuridiche

Dal 2010 le targhe per veicoli privati sono formate da quattro cifre, due lettere (una sola nei motocicli) più piccole dei numeri e comuni sia all'alfabeto latino sia a quello cirillico, e altre due cifre che, come nel sistema precedente, identificano la provincia di provenienza; a sinistra della combinazione sono posizionate la bandiera del Paese e la sigla automobilistica internazionale TJ. Nei veicoli commerciali di proprietà dello Stato la numerazione è formata da tre cifre anziché quattro. 

### Design attuale
Da aprile 2014 le due lettere sono diventate della stessa grandezza dei numeri ed è presente un microchip sotto la sigla TJ.

## Aree di immatricolazione e codici numerici corrispondenti
| Codice/i | Area di immatricolazione                                         |
| -------- | ---------------------------------------------------------------- |
| 01, 05   | Dušanbe                                                          |
| 02, 06   | Suƣd                                                             |
| 03       | Chatlon                                                          |
| 04       | Regione Autonoma di Gorno-Badachshan                             |
| 07       | Distretti di Subordinazione Repubblicana – Karategin occidentale |
| 08       | Distretti di Subordinazione Repubblicana – Karategin orientale   |

## Veicoli governativi

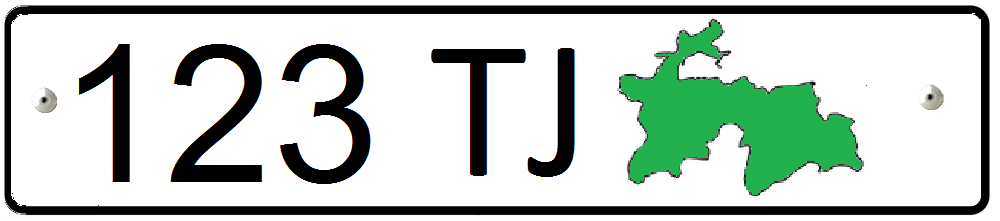

Le targhe per i veicoli governativi hanno caratteri neri su sfondo bianco e sono composte da tre cifre, uno spazio, le lettere TJ e una carta del Tagikistan di colore verde. Fino al 2010 in luogo della carta era impressa la bandiera nazionale, che precedeva le tre cifre e le lettere "TJ" (l'ordine poteva anche essere invertito) o era posposta alle tre cifre e alle lettere PT, iniziali di Respublika Tadžikistan (Республика Таджикистан) nell'alfabeto cirillico.

## Motocicli

In alto sono posizionati bandiera nazionale e sigla internazionale seguite dalla numerazione a tre cifre; in basso il codice numerico della regione è preceduto da una lettera seriale che da aprile 2014 è delle stesse dimensioni delle cifre.

## Rimorchi

Dal 2010 al 2014 bandiera e lettere "TJ" erano seguite dal codice regionale e da due lettere nella riga superiore, mentre in quella inferiore si trovavano quattro cifre. 
Nel 2014 l'ordine è stato invertito, con la numerazione spostata sulla riga superiore, a destra della bandiera e della sigla internazionale.

## Macchine agricole

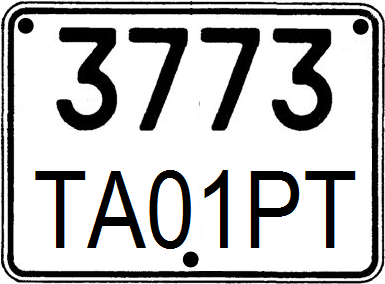

I piatti d'immatricolazione delle macchine agricole hanno mantenuto lo standard russo: la linea superiore reca una numerazione a quattro cifre, quella inferiore le lettere fisse TA, che stanno per TPAKTOP ("trattore" in tagiko), che precedono il codice numerico della regione e le lettere PT, iniziali di Respublika Tadžikistan in russo. In alcuni veicoli le lettere "PT" sono di dimensioni ridotte e sormontate dal numero della regione.

## Targhe diplomatiche

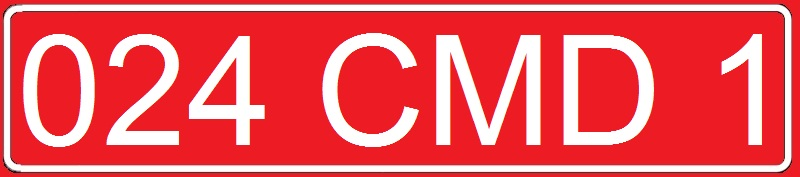
Esempio di formato per vetture intestate al capo di una missione diplomatica (024 = Uzbekistan)

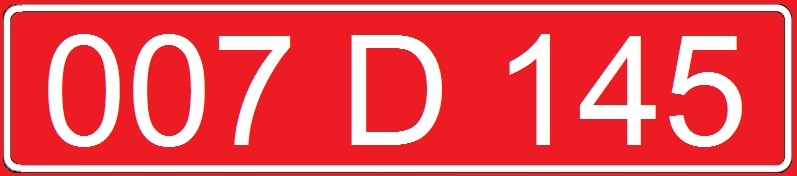
Esempio di formato per vetture intestate ad agenti diplomatici o consolari (007 = Germania)

Le targhe diplomatiche si contraddistinguono per i caratteri bianchi su fondo rosso. 
I codici in uso sono:
- CMD – Capo di missione diplomatica
- D – Corpo diplomatico o consolare
- DP – Personale diplomatico (Diplomatic Personnel)
- S – Staff tecnico-amministrativo.

Il numero di tre cifre a sinistra del codice identifica il Paese della rappresentanza o l'organizzazione internazionale a cui è intestato il veicolo.

## Taxi

Le targhe dei taxi si differenziano da quelle dei veicoli privati per la base gialla anziché bianca e per le lettere fisse TT, iniziali del russo Такси Таджикистан (Taksi Tadžikistan), cioè "Taxi del Tagikistan".

## Polizia

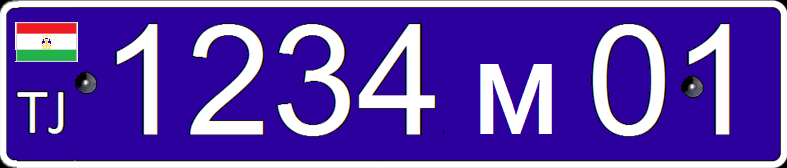

Gli automezzi in dotazione alla Polizia hanno caratteri bianchi su fondo blu. La numerazione a quattro cifre è seguita dalla lettera M, iniziale di Mилитсия (Militsija), e dal codice numerico identificativo dell'area d'immatricolazione.

## Esercito

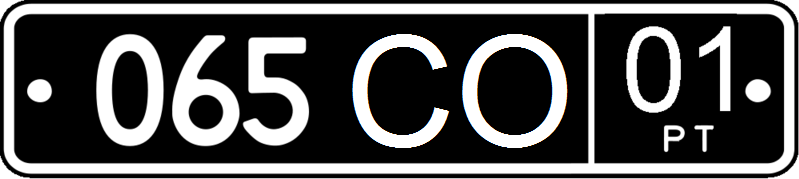

Da aprile 2010 gli automezzi dell'Esercito presentano su fondo nero tre cifre progressive da 001 e due lettere di colore bianco comuni agli alfabeti latino e cirillico, che possono essere BC (Ministero della Difesa), KM (Ministero delle Situazioni di Emergenza) o CO (Società Volontaria di Assistenza all'Esercito). Il codice numerico regionale è di dimensioni leggermente ridotte, posizionato a destra e separato da una linea verticale bianca; sotto il numero sono scritte in piccolo le lettere "PT", anch'esse bianche, iniziali cirilliche di Respublika Tadžikistan.

### Capo di Stato Maggiore dell'Esercito

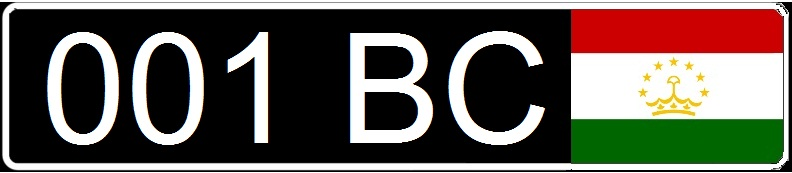

Anche l'autovettura del Capo di Stato Maggiore dell'Esercito si contraddistingue per i caratteri bianchi su fondo nero, ma con la particolarità della carta del Tagikistan impressa sulla destra. La serie alfanumerica fissa è 001 BC. Fino al 2010 al posto della carta era presente la bandiera nazionale.

## Non residenti e società o banche estere

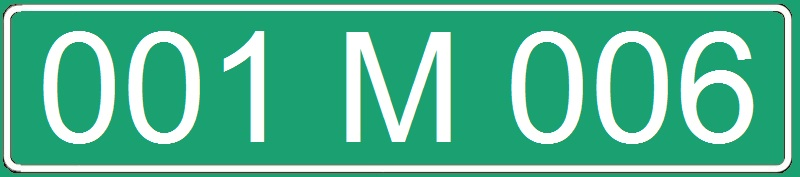
Targa di un veicolo intestato ad una società estera (001 = Iran)

Le targhe dei veicoli i cui proprietari risiedono all'estero o intestati a società estere sono verdi con caratteri bianchi. La serie è composta da un numero di tre cifre identificativo della nazionalità, una lettera e un secondo numero di tre cifre che inizia da 001. La lettera è una P se il veicolo è intestato a una persona fisica, B o M se è intestato a una persona giuridica costituita rispettivamente da una banca o società estera. 
 Prima del 2010 queste targhe avevano i caratteri neri su fondo giallo.

## Targhe temporanee

Le targhe provvisorie di transito (per veicoli da esportare) sono bicolori. A sinistra di una linea verticale nera il fondo è giallo, a destra bianco; i caratteri sono neri. La sequenza in uso da aprile 2014 è composta da una lettera seriale, un numero progressivo di quattro cifre e un'ulteriore lettera seriale sormontata dalla bandiera nazionale. Nella parte a fondo giallo sono impressi in alto il codice numerico della regione e, dopo una spaziatura, le lettere fisse "TJ" della sigla internazionale, in basso è scritta in minuscolo la parola tranzit, cioè in tagiko traslitterato "transito".

## Sistema terminato nel 2010

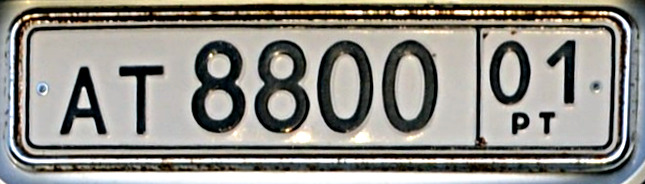
Targa di un veicolo privato immatricolato nel 2003–2010

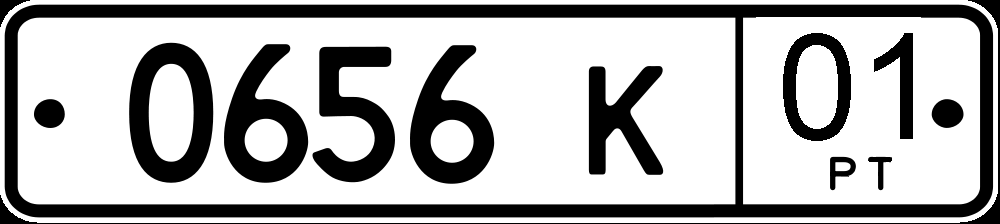
Formato 2003–2010 per veicoli di proprietà dello Stato

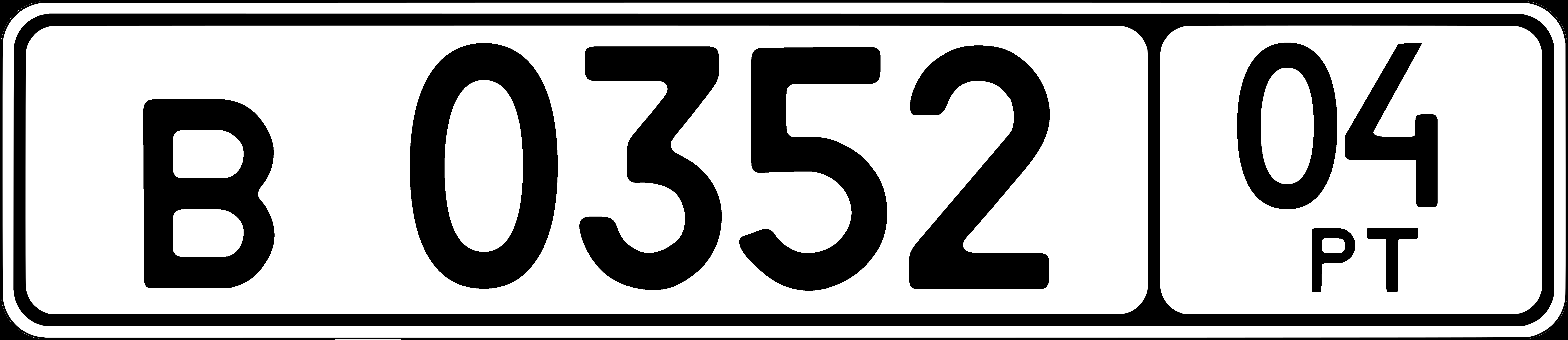
Formato 1996–2003

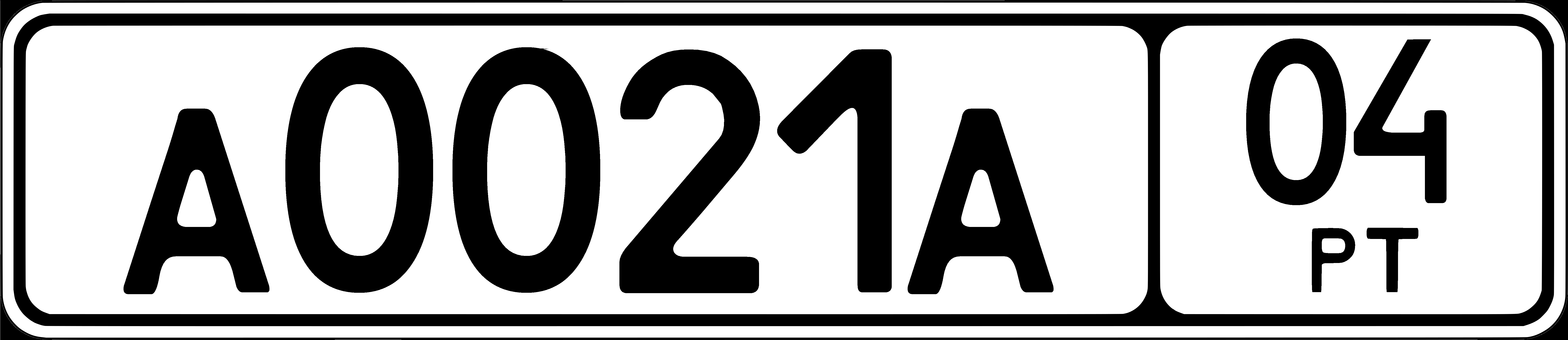
Formato 1996–2003 per rimorchi

Fino al 2010 le targhe del Tagikistan erano simili a quelle russe, con le lettere di dimensioni un po' più piccole rispetto alle cifre; a destra, separato da una linea nera verticale, era posizionato il codice numerico che identificava in quale regione era stato immatricolato il veicolo. Dal 2003 al 2010 nei veicoli privati due lettere erano anteposte alle cifre, mentre in quelli di proprietà dello Stato una sola lettera era posposta alle cifre. Sotto il numero corrispondente alla regione era impressa a caratteri ridotti la sigla PT, acronimo di Respublika Tadžikistan (Республика Таджикистан) in russo.
 Dal 1996 al 2003 in tutti gli autoveicoli l'unica lettera precedeva la numerazione. Nei soli rimorchi la combinazione era composta da due lettere, una a sinistra e l'altra a destra delle cifre.